# Burlo
Burlo, auch Groß-Burlo oder Großburlo, ist ein Dorf und Stadtteil der Stadt Borken im gleichnamigen Kreis in Nordrhein-Westfalen. Zusammen mit der im Süden und Osten anschließenden Bauerschaft Borkenwirthe zählte der Ort am 31. Dezember 2021 3809 Einwohner.

## Namensherkunft
Der erste Teil des Namens Burlo geht zurück auf das Wort Bu(e)r, gleichbedeutend mit Bauer, die zweite Silbe leitet sich ab von Loh bzw. Loe und bedeutet so viel wie lichter Wald oder Laubhain. Dieser Wortstamm hat sich im Westmünsterland und den angrenzenden Niederlanden in vielen Ortsnamen erhalten (z. B. Barlo, Ammeloe, Hengelo, Borculo, Dinxperlo und Venlo).

## Geografie
Im Nordwesten grenzt Burlo an den Achterhoek mit Winterswijk und seinen Streusiedlungen Kotten und Woold in der niederländischen Provinz Gelderland. Nächstgelegene Ortschaften auf deutscher Seite sind Oeding in der Gemeinde Südlohn, Weseke, Borken und das zu Rhede gehörende Vardingholt.

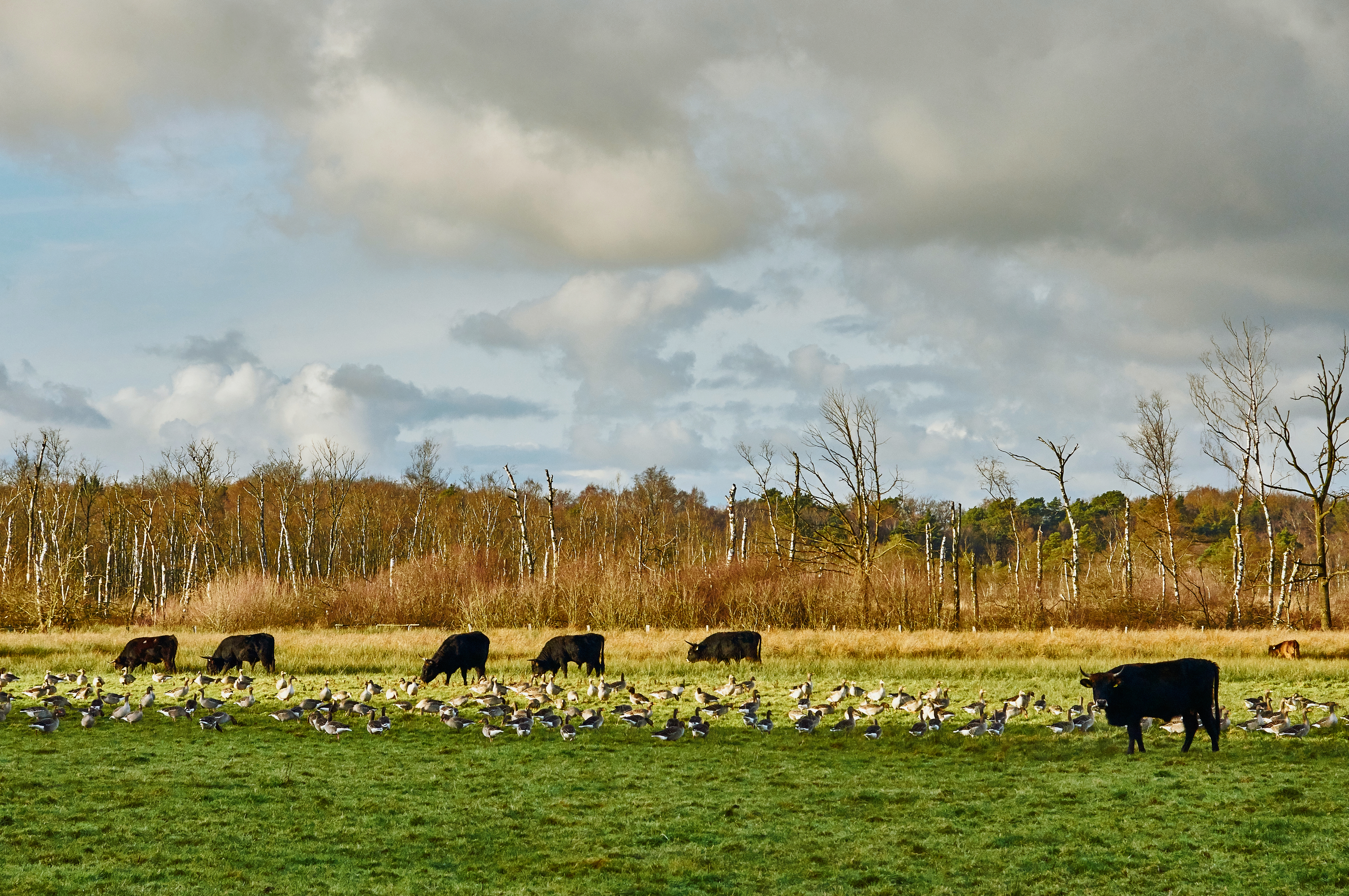
Im Burloer Venn

Obwohl im Münsterland gelegen, gehört Burlo naturräumlich nicht mehr zur Westfälischen Bucht, sondern es wird den Niederrheinischen Sandplatten (Niederrheinisches Tiefland) zugerechnet. Über der wasserundurchlässigen Grundmoräne bildete sich nach der letzten Kaltzeit im Westen der heutigen Ortschaft Burlo ein ausgedehntes Hochmoor, dessen Reste, das Burlo-Vardingholter Venn, heute als Naturschutzgebiet ausgewiesen sind. Ein weiteres Naturschutzgebiet, das Bietenschlatt, befindet sich unmittelbar im Nordosten der Ortschaft, gehört aber bereits zum Gebiet der Gemeinde Südlohn.
Am Südrand des Ortes entspringt der Rheder Bach, der bei Rhede in die Bocholter Aa mündet.

## Geschichte
Erste Besiedlungsspuren in der Gegend von Burlo fanden sich in Form von Urnengräbern, die aus dem 6. bis 8. vorchristlichen Jahrhundert stammen.

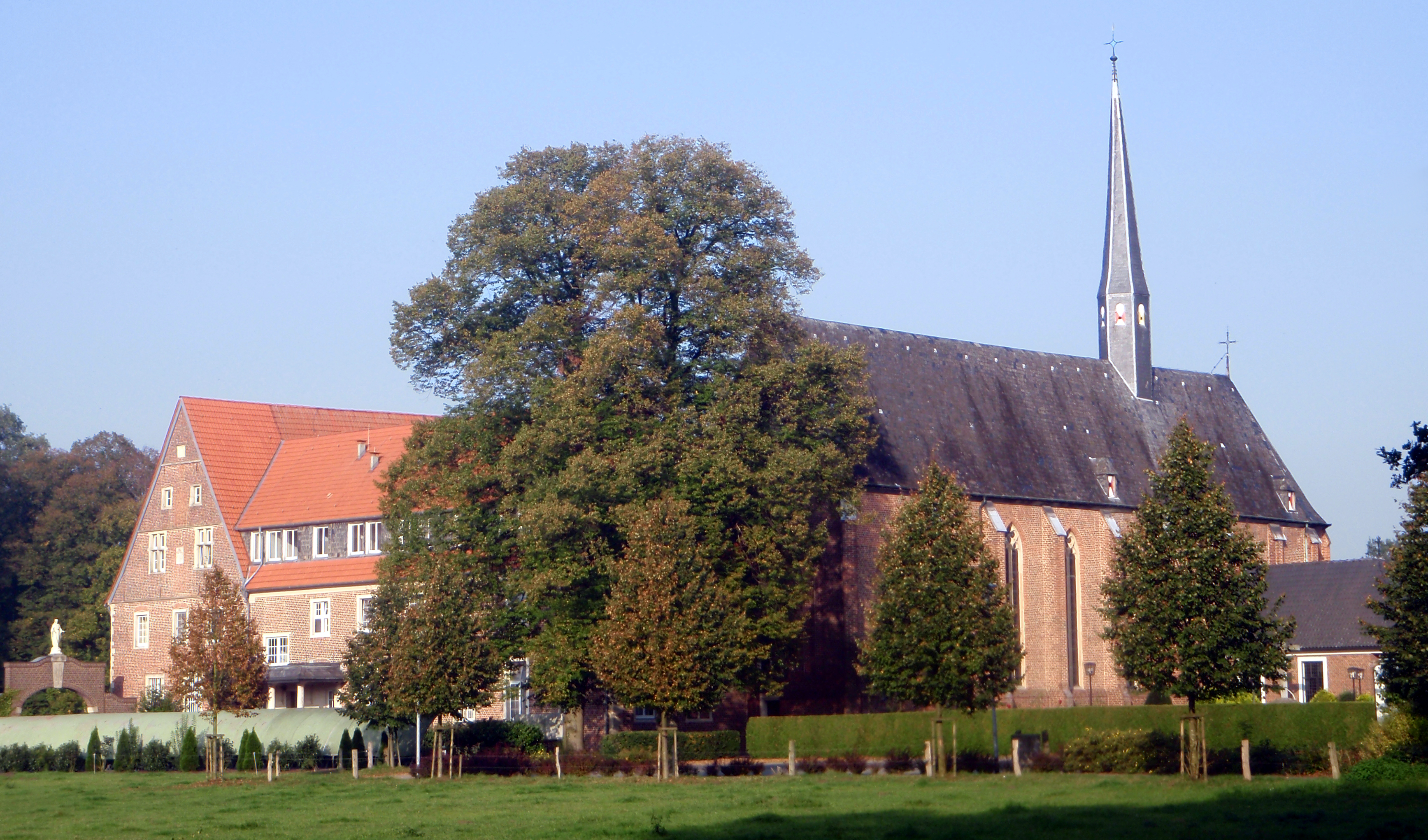
Kloster Mariengarden

Im Jahr 1220 gründete ein Priester namens Siegfried (Sifrid) in Burlo am Rande des später Klostervenn genannten Moorgebietes ein Oratorium. Zu dieser Zeit war Burlo eine spärlich besiedelte Streusiedlung am Rande eines ausgedehnten Moorgebietes. Dennoch wurde es bereits 1242 von der Mutterkirche St. Remigius in Borken getrennt und zur selbständigen Pfarrei erhoben. St. Marien wurde zur Keimzelle des Klosters Mariengarden, das von 1242 bis 1245 den Zisterzienserinnen des Klosters Marienborn übertragen wurde. Von 1245 bis 1447 lebten dort Mönche des Wilhelmitenordens. Danach übernahmen Zisterzienser das Kloster; die Zisterzienserabtei bestand bis zu ihrer Aufhebung im Jahr 1803.
1253 erhielt das Kloster Burlo Marktrecht von den benachbarten Edelherren, darunter die Herren von Rhede, die Grafen von Lohn und die Herren von Gemen. Mitte des 14. Jahrhunderts gründeten Burloer Mönche in der Nähe von Darfeld das Kloster Kleinburlo, auch Maria Weingarten (Vinea Mariae) genannt, das 1407 eigenständig wurde. Seitdem ist für Burlo auch die Bezeichnung Groß-Burlo gebräuchlich.
Während der Münsterische Stiftsfehde (1450–1457) unterstützten die Burloer Mönche das Domkapitel, das am Ende den Kandidaten Walram von Moers erfolgreich als neuen Bischof von Münster gegen Erich II. von Hoya durchsetzte.
Die im Zuge der Reformation ausbrechenden Religionswirren und -kriege gingen auch an Burlo nicht spurlos vorüber. Fürstbischof Franz von Waldeck erhielt Anfang der 1530er Jahre aus Burlo 40 Goldgulden für seinen Kampf gegen die in Münster errichtete Täuferherrschaft. Während des Achtzigjährigen Krieges (1568–1648), in dem sich die niederländischen Generalstaaten ihre Unabhängigkeit von Spanien erkämpften, wurde Burlo arg in Mitleidenschaft gezogen. Mehrfach plünderten marodierende Banden, die das Grenzgebiet zwischen den niederländischen Provinzen und dem mit der spanischen Krone sympathisierenden Hochstift Münster unsicher machten, Kloster und Kirche. Die Klosterbibliothek, Bilder und Kultgegenstände der Kirche wurden ein Raub der Flammen. Lediglich eine Truhe mit Archivalien entging der Vernichtung.
Das Kriegstreiben während des Dreißigjährigen Krieges verlangte der Bevölkerung weitere Opfer ab. In dieser Zeit (1632) wurde die erste Schützengilde in Burlo gegründet, deren Tradition heute vom Bürgerschützenverein Burlo aufrechterhalten wird. Während des Siebenjährigen Krieges (1756–1763) musste Burlo insgesamt 5000 Reichstaler in die Kriegskasse zahlen.

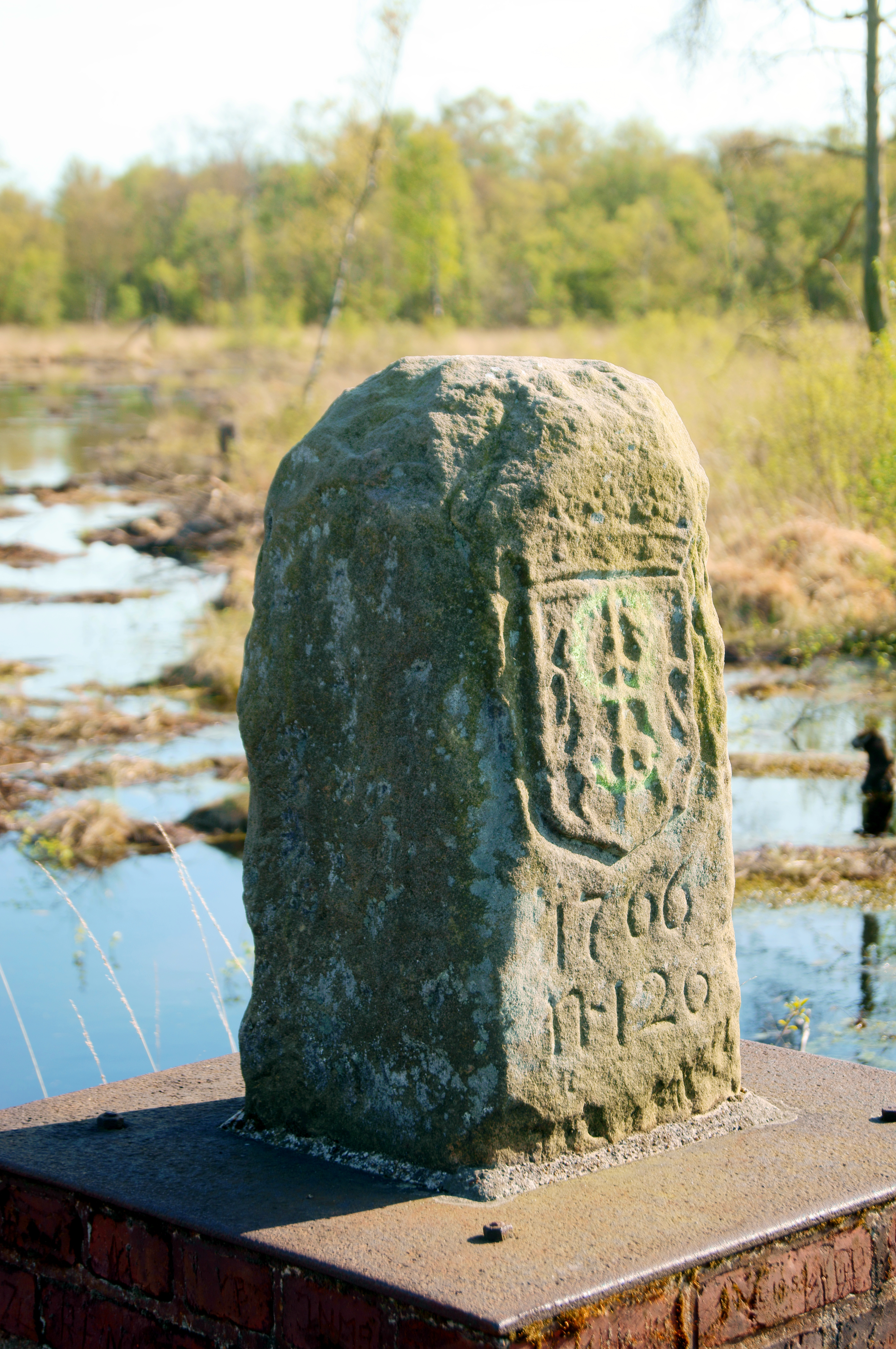
Sog. Fürstenstein von 1766 im Burloer Venn

Mit der Souveränität der Generalstaaten und der Aufwertung der Grenze zwischen zwei Territorien des Heiligen Römischen Reiches zur Staatsgrenze gab es einige Unklarheiten über den genauen Verlauf der Trennlinie. Es kam im Grenzbereich mehrfach zu Übergriffen von beiden Seiten. Die unterschiedlichen Auffassungen wurden erst 1765 mit der Unterzeichnung der Burloer Konvention beigelegt. Die Grenze wurde versteint, etliche der 1766 gesetzten Grenzsteine haben sich bis in die heutige Zeit erhalten. Sie tragen auf der einen Seite das münsterische Balkenwappen und auf der anderen zwei geldrische Löwen.
Im Zuge der Säkularisation wurde das Burloer Kloster 1803 aufgehoben und ging in das Eigentum des Fürsten Salm-Salm über. Nach dem Tod des letzten Mönches wurden die Räumlichkeiten zu Mietwohnungen umgebaut.
1838 wurde in Burlo die Musikkapelle Rademacher gegründet. Das Blasorchester feierte im Jahr 2013 sein 175-jähriges Bestehen, mittlerweile als Musikkapelle Burlo.
1880 wurde die Bahnstrecke Winterswijk–Gelsenkirchen-Bismarck eröffnet. 1898 erhielt Burlo einen eigenen Bahnhof an dieser Strecke, die bis zum Ersten Weltkrieg aufgrund einer durchgehenden Verbindung vom Essen nach Amsterdam von überregionaler Bedeutung war. Der grenzüberschreitende Personenverkehr zwischen Burlo und Winterswijk wurde mit Ausbruch des Zweiten Weltkriegs eingestellt, am 29. September 1961 wurde auch der Personenverkehr auf dem Teilstück von Borken nach Burlo aufgegeben. 1979 fuhr letztmals ein Güterzug über die Grenze. Danach wurde Burlo noch einige Jahre sporadisch im Güterbetrieb von Borken aus angefahren, bis dieses Teilstück 1996 endgültig stillgelegt wurde. Die Bahnanlagen in Burlo sind heute komplett zurückgebaut. Eine 2013 durchgeführte Studie hinsichtlich einer möglichen Reaktivierung der nach wie vor erhaltenen Trasse fiel negativ aus, deutete aber auf eine zukünftige Perspektive hin (siehe hier).
Nach dem Anschluss an das Schienennetz wurde um die Jahrhundertwende eine kleine Torfbahn vom Venn die Borkener Straße entlang bis zum Bahnhof gebaut.

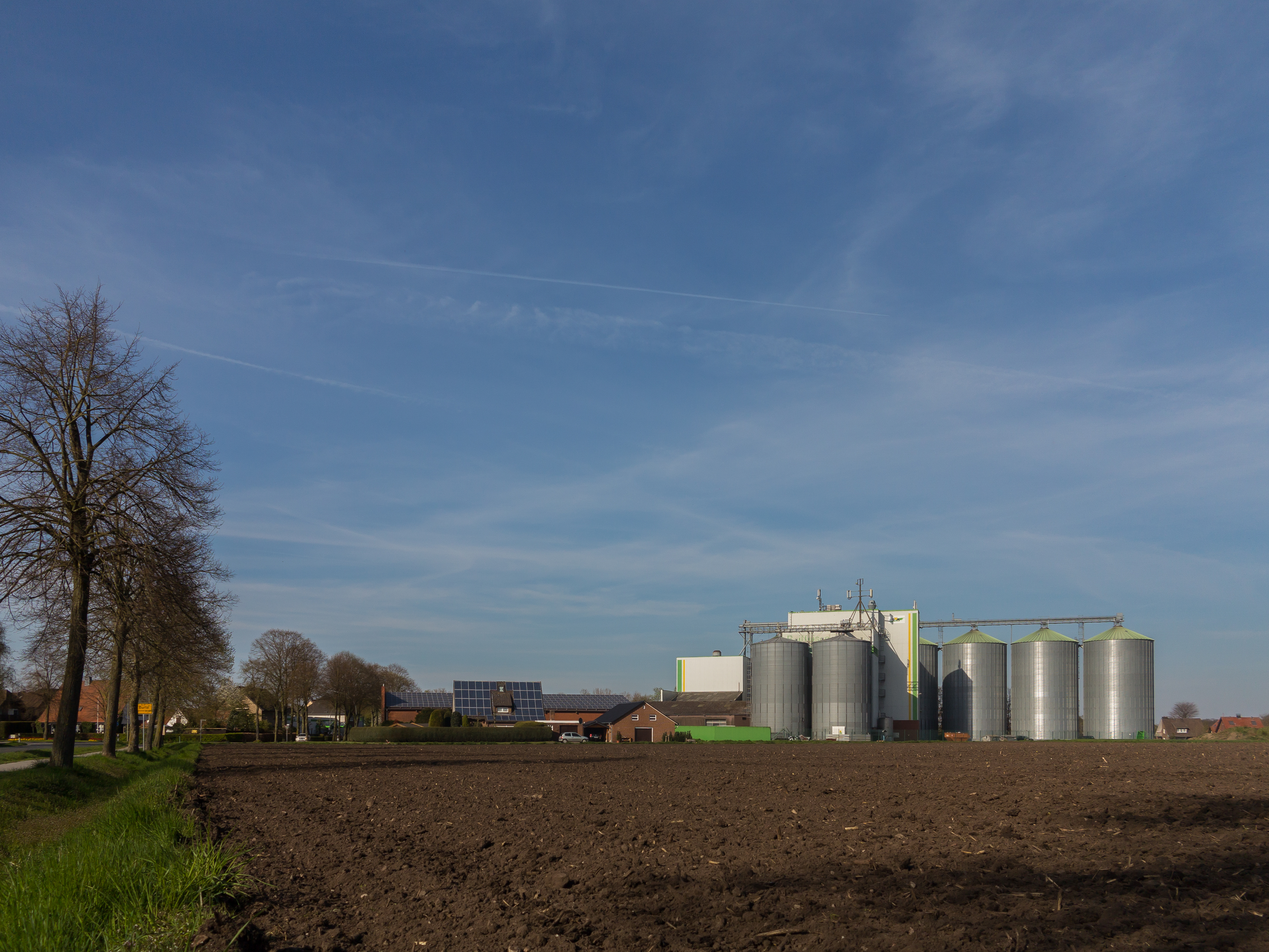
Agri V Raiffeisen eG

1917 wurde eine bäuerliche Einkaufs- und Absatzgenossenschaft gegründet. Nach verschiedenen Umfirmierungen und Zusammenschlüssen ist diese mittlerweile in der Agri V Raiffeisen eG mit Sitz in Sonsbeck aufgegangen, Verwaltungsstandort des fusionierten Unternehmens ist jedoch die Burloer Geschäftsstelle geblieben.
1920 zogen Oblatenpatres in das Kloster und gründeten dort eine Missionsschule. Die Schule wurde 1958 in ein staatlich anerkanntes Progymnasium umgewandelt, aus dem 1969 schließlich das private Gymnasium Mariengarden hervorging. Am Gymnasium werden derzeit etwa 800 Schülerinnen und Schüler unterrichtet. Von 1970 bis 1984 war der Schule ein Internat angeschlossen. Das ehemalige Internatsgebäude wurde zu einer Tagungsstätte umfunktioniert.
Kurz vor Ende des Zweiten Weltkriegs war im Kloster Mariengarden ein Lazarett untergebracht. Als in der Karwoche 1945 alliierte Verbände vom Rhein kommend das Westmünsterland befreiten, lebten in Burlo rund 30.000 Einwohner, Flüchtlinge, Ausgebombte und Evakuierte. Das waren mehr als sich zur gleichen Zeit noch Leute in Münster aufhielten.

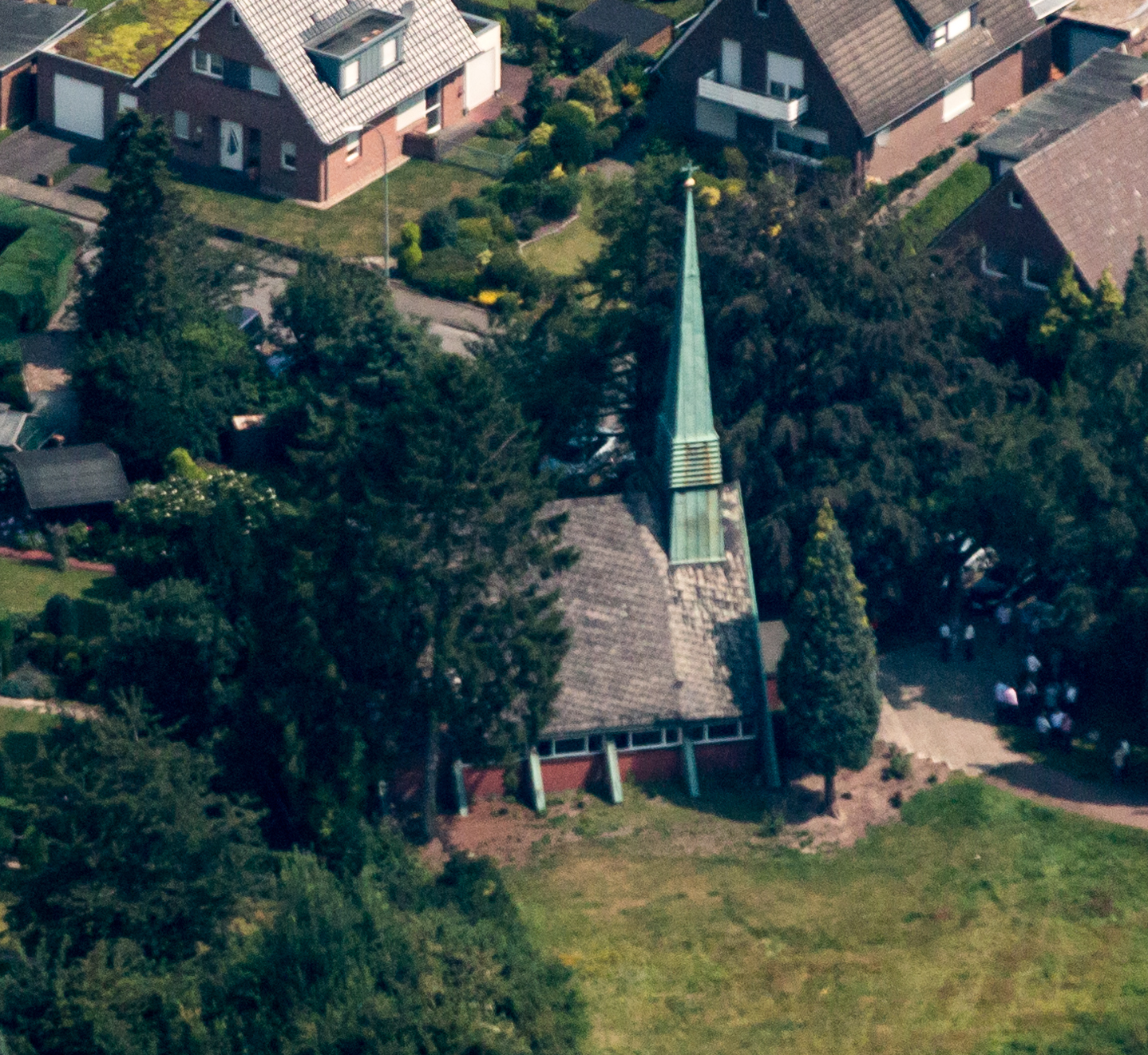
Evangelische Markuskirche

Am 20. Juni 1965 wurde die neu errichtete evangelische Kirche mit Platz für etwa 120 Personen geweiht. 1974 wurde auf der Empore eine Orgel eingebaut. Am 12. November 1983 erhielt sie den Namen Markuskirche. Die evangelischen Gemeinden aus Burlo, Südlohn und Weseke haben sich später zusammengeschlossen und feierten ihre Gottesdienste wechselweise in ihren drei Kirchen. 2013 wurde die Markuskirche an die Heilige Apostolische und Katholische Assyrische Kirche des Ostens verkauft und trägt jetzt den Namen Mar-Odisho- & Mar-Qardagh-Kirche. Sie wird auch nach der Veräußerung von der Evangelischen Kirche für Gottesdienste mitbenutzt.
Im Jahr 1969 wurden Burlo und Borkenwirthe, die bislang eine eigenständige Gemeinde bildeten, mit dem Gesetz zur Neugliederung von Gemeinden des Landkreises Borken zur Stadt Borken eingemeindet.
Reichhaltige Sand- und Kiesvorkommen wurden von der Firma Gelsenrot ab 1990 auf dem sogenannten Esch entlang der Rheder Straße ausgebaggert. Es entstand ein rund 16 ha großer Abgrabungssee, der heute als Klostersee bezeichnet wird. Am See wurde eine Landhaussiedlung errichtet, die Renaturierung der Uferbereiche wurde 2004 abgeschlossen.
Im Jahr 2000 wurde die Recyclingfirma Petrotec AG mit Sitz in Burlo gegründet. Der Biodiesel-Hersteller war rund zehn Jahre später wegen einer angeblichen Dioxin-Belastung der von ihm an einen Tierfutterhersteller gelieferten Mischfettsäuren in den Schlagzeilen. Allerdings waren die von Petrotec gelieferten Produkte „nicht für die Lebens- und Futtermittelindustrie, sondern ausschließlich zur technischen Verwendung bestimmt“. Die Petrotec AG, deren Aktien zeitweise im Prime Standard der Frankfurter Wertpapierbörse gelistet wurden, zog 2015 seinen Antrag auf Börsenzulassung zurück.
Am 13. Juli 2013 verlor die Burloer Pfarrei St. Marien durch den Zusammenschluss mit St. Ludgerus Weseke und Heilig Kreuz Borkenwirthe ihre Eigenständigkeit. Die fusionierte Gemeinde trägt den Namen St. Ludgerus. Bis dahin war St. Marien die einzige Pfarrei im Bistum Münster, die keine eigene Pfarrkirche besaß, da man die klostereigene Kirche St. Marien für Gottesdienste nutzen konnte.
2015 begann der Heimatverein Burlo ein an der Straße nach Oeding bereits auf Südlohner Gemeindegrund gelegenes, vom Verfall bedrohtes Bauernhaus aus dem Jahr 1796 abzutragen, um es als Heimathaus in Burlo originalgetreu wieder aufzubauen. Dazu hat die Stadt Borken ein 4000 m² großes Grundstück vom Kloster neben dem Kriegerehrenmal erworben und dem Heimatverein zur Verfügung gestellt.
Zum 1. Januar 2021 hat die Nachbargemeinde Südlohn eine Fläche von rund 27 ha an die Stadt Borken abgetreten, so dass im Bereich Feld / Hedwigstraße etwa 60 administrativ bislang zu Oeding gehörende Bürger damit zu Burloern geworden sind.

## Bildung

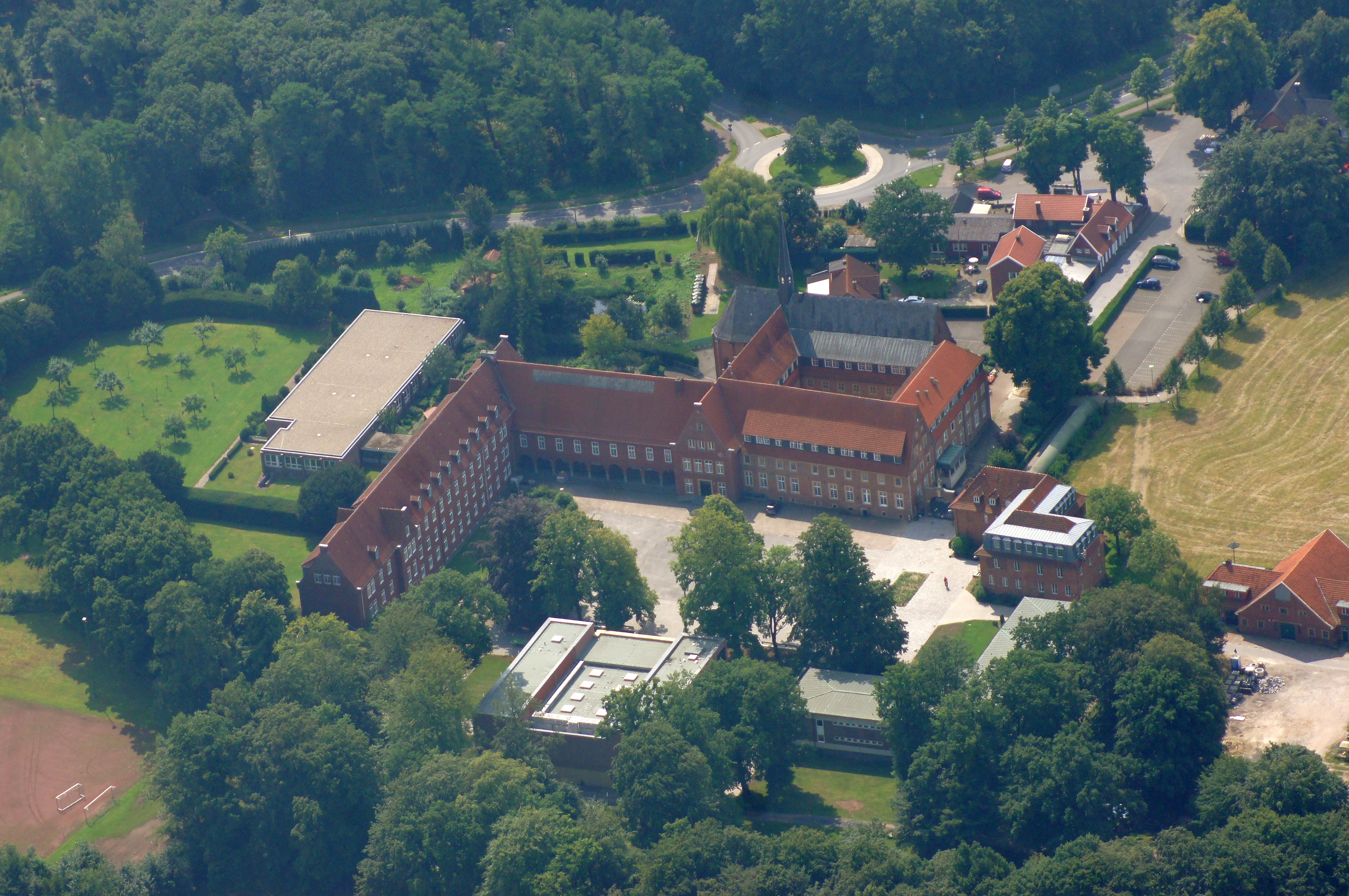
Kloster und Gymnasium Mariengarden

Burlo hat mit der Astrid-Lindgren-Grundschule und dem Gymnasium Mariengarden eine Grund- und eine weiterführende Schule im Dorf. Mit dem 2012 eröffneten Forum Mariengarden verfügen Gymnasium und Ort über einen kulturellen Mittelpunkt. Das Forum dient nicht nur der Schule als Aula, sondern wird auch als Theater- und Konzertsaal genutzt. Außerdem gibt es einen katholischen und einen konfessionsunabhängigen Kindergarten in Burlo.

## Sehenswürdigkeiten und Freizeitaktivitäten
Weithin bekannt ist Burlo für sein Kloster Mariengarden mit der angeschlossenen Klosterkirche St. Marien. Das Kloster ist Endpunkt des Themenwanderweges Kommiesenpatt, der am St.-Vitus-Grenzstein zwischen Winterswijk, Vreden und Südlohn seinen Ausgang nimmt, und auf seinem Verlauf beiderseits der deutsch-niederländischen Grenze den Themenkomplex rund um die Burloer Konvention informativ aufgreift. In Grenznähe haben sich bei Burlo Reste von Münsterscher und Sickings Landwehr erhalten. Ursprünglich gehörte zum Kloster auch der Gräften- und Teichkomplex des Priors Pollen in Schriewers Hofbusch, von dem sich Reste der Wälle, Wassergräben und Inseln bis in die heutige Zeit erhalten haben. Westlich des Ortes werden die Wege rund um das Burlo-Vardingholter Venn zu Freizeitaktivitäten und Erholung genutzt. In der Nähe des Heideweihers Entenschlatt befindet sich als sehenswertes Naturdenkmal eine ausladende Eiche mit mehr als sechs Meter Stammumfang, deren Alter ca. 250 Jahre betragen dürfte.

## Verkehr
Burlo ist über die Landesstraße L 572, die sogenannte Baumwollstraße, im Südwesten mit Bocholt und Rhede, im Nordosten mit Oeding, Vreden und Gronau verbunden. Die Landesstraße L 600 führt ins rund 10 Kilometer entfernte Borken. Weseke ist zudem über die Kreisstraße K 40 erreichbar. Obwohl in unmittelbarer Nähe zur niederländischen Staatsgrenze gelegen, besitzt Burlo lediglich Grenzübertrittsmöglichkeiten für Fußgänger und Zweiräder; der nächste für den Autoverkehr nutzbare Grenzübergang liegt im rund vier Kilometer entfernten Oeding.
Die Bahnstrecke Winterswijk–Gelsenkirchen-Bismarck hatte in Burlo den ersten Bahnhof nach der niederländischen Grenze. Die Strecke wird seit 1979 nur noch zwischen Borken und Gelsenkirchen befahren; der Abschnitt bei Burlo ist stillgelegt und demontiert.

## Persönlichkeiten
- Clemens Heselhaus (1912–2000), deutscher Germanist und Literaturwissenschaftler, in Burlo geboren
- Rolf van Dick (* 1967 in Duisburg), deutscher Sozialpsychologe, wuchs in Burlo auf und machte am Gymnasium Mariengarden das Abitur